# Бабуняк Ілярій
Ілярій Бабуняк (1 вересня 1887, село Тростянець, нині Тернопільського району Тернопільська область — 1 квітня 1952, м. Манчестер, Велика Британія) — український педагог, музикант, хормейстер. Батько Ірини та Ярослава Бабуняків.

## Життєпис
Закінчив дяківську школу в м. Львові, у 1910 році склав іспити за середню освіту в м. Тернополі.
Від 1910 — вчитель народної школи в Тростянці, 1912 — в с. Вербові (нині Тернопільського району). У 1913 році склав іспит на вищу учительську кваліфікацію.
1915—1918 — у австрійському війську, воював у Леґіоні УСС у званні десятника, від 1918 — в УГА.
У Вербові: від 1921 — вчитель, 1929—1939 — управитель школи, керівник чоловічого церковного хору. Заснував церковний дитячий хор.
Від 1939 року — в Бережанах: учитель і управитель української народної школи, згодом — у гімназії: учитель музики і художній керівник хору.
Від 1944 — на примусових роботах у Німеччині (м. Еґенздоров): працював на фабриці, викладав музику в гімназії в таборі для переміщених осіб керував хорами.
У 1951 році перебрався до Великої Британії (м. Болтон), керував церковним хором.